# Maués (Amazonas)
Maués é um município brasileiro no interior do estado do Amazonas. Pertencente à Mesorregião do Centro Amazonense e Microrregião de Parintins, sua população é de 66 159 habitantes, de acordo com estimativas do Instituto Brasileiro de Geografia e Estatística (IBGE) em 2021. A cidade é reconhecida nacionalmente por possuir uma das maiores expectativas de vida do Brasil.

## História
Na margem direita do Rio Maués-Açu foi fundada, em 1798, por Luiz Pereira da Cruz e José Rodrigues Preto, à distância de 268 km, em linha reta, e 356 km, pela via fluvial, de Manaus, e são datas festivas municipais em homenagem à São Sebastião (10 a 20 de janeiro), ao Divino Espírito Santo (22 a 30 de maio), à São Pedro (27 a 30 de junho), à padroeira Nossa Senhora da Conceição (01 a 8 de dezembro), assim como a Festa do Carnaval Popular (21 a 24 de fevereiro), do aniversário do município (26 a 27 de junho), da Ilha de Vera Cruz (23 a 25 de julho), do Verão (de 05 a 7 de setembro), da Feira Industrial (06 a 8 de novembro), e do Guaraná (em novembro).
Inicialmente, foi denominada Luséa, e progredindo com o tempo transformou-se em missão carmelita, com nome de Maués. O líder, nessa época, foi o frei Joaquim de Santa Luzia. Por um decreto de 25 de junho de 1833 a missão foi considerada vila, sob a invocação de Nossa Senhora da Conceição de Luséa.
Em 1853, pela lei nº 25 de 3 de dezembro, da iniciativa do Deputado Marcos Antônio Rodrigues de Souza, a vila tornou-se cidade, chamada São Marcos de Mundurucânia.
Consta como uma das freguesias da província, denominada Maués, em 1858
O Deputado José Bernardo Michiles, em 1865, apresentou projeto, tendo sido aprovado, pela mudança do nome de Maués para Conceição.
Enfim, já na República, em 1895, pela lei nº 133 de 5 de outubro, a localidade torna-se Comarca. E em 4 de maio de 1896 é considerado município pelo novo regime jurídico, com o nome de Maués, pela lei nº 137.

## Geografia

### Clima
As temperaturas máximas chegam a 35° e as mínimas em média a 22°  O clima é equatorial Af, na classificação de Köppen-Geiger.

### Vegetação

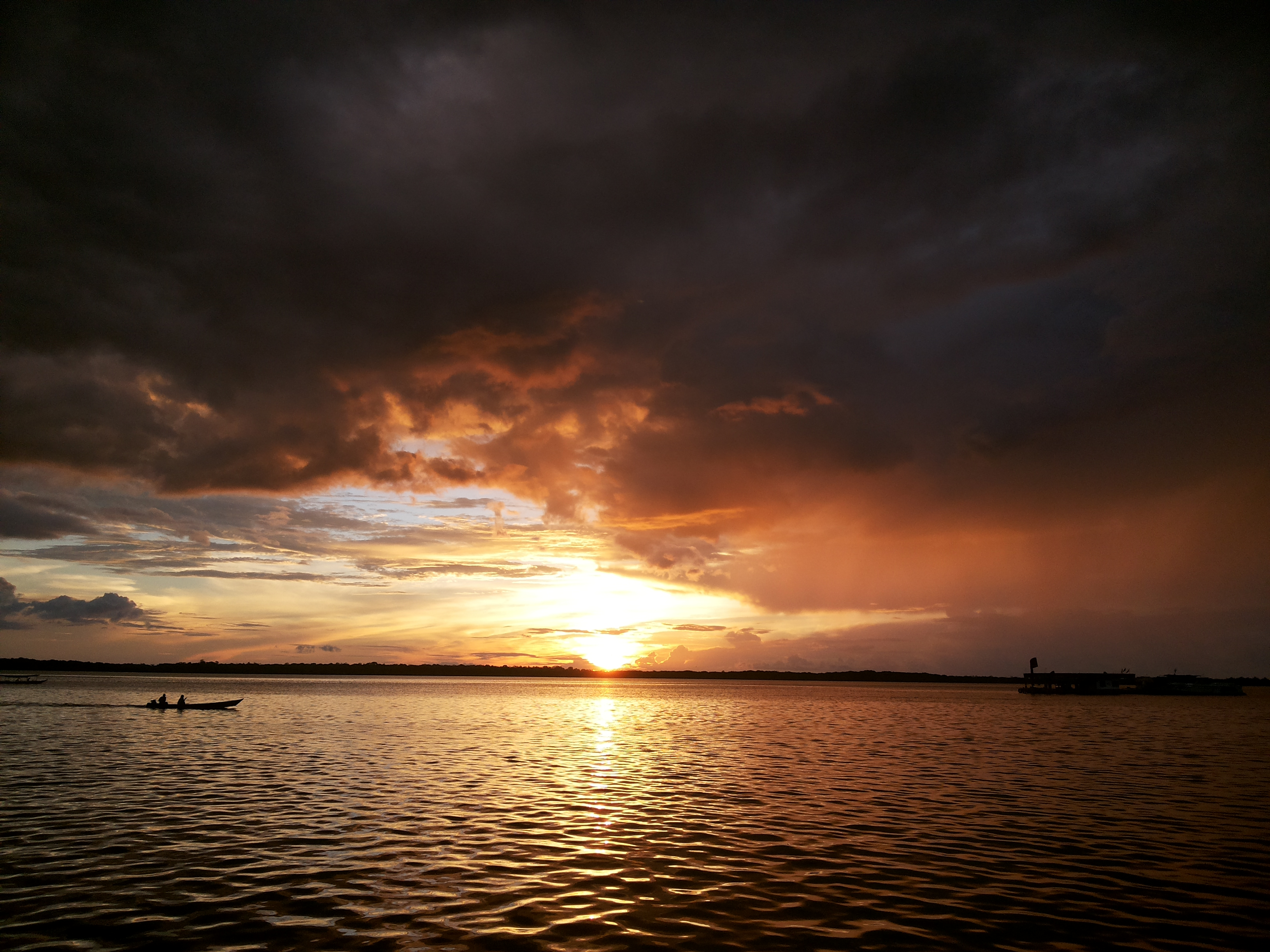
Pôr do sol no rio Amazonas próximo a Maués

A vegetação do município está classificada como Floresta tropical densa.

### Distritos
- Maués
- Osório da Fonseca
- Repartimento

### Bairros
- Maresia[8]
- Mário Negreiros da Fonseca[8]
- Mirante do Éden[8]
- Ramalho Júnior[8]
- Donga Michiles[9]
- Santa Luzia[8]
- Santa Tereza[8]
- Senador José Esteves I e II[10]
- Centro[8]
- São Domingos
- Esperança
- são Lazaro

### Problemas socioambientais
Devido aos altos índices de devastação florestal, em 9 de novembro de 2023, o município de Maués foi incluído na relação de municípios situados no bioma Amazônia considerados prioritários pelo governo federal para ações de prevenção, controle e redução dos desmatamentos e degradação florestal.

## Política e administração
Sendo um município do Brasil, Maués é administrada por dois poderes, o executivo e o legislativo, independentes e harmônicos entre si. O primeiro é representado pelo prefeito, auxiliado pelo seu gabinete de secretários e eleito pelo voto popular para um mandato de quatro anos, sendo permitida uma única reeleição para mais um mandato consecutivo, enquanto que o segundo é representado pela Câmara Municipal de Maués, órgão colegiado de representação dos munícipes que é composto por vereadores também eleitos por sufrágio universal.
As atuais autoridades que ocupam cargos da organização político-administrativa de Maués são as seguintes (eleitos em 2024):
- Prefeita: Macelly Veras (PDT)
- Vice-prefeito: Paulo PP (PRD)
- Presidente da Câmara: Renata Raitz (PDT) (2025-2026)[15]

## Economia
A economia do município gira, principalmente, em torno do guaraná. O município exporta cerca de 300 toneladas por ano. O município também produz em pequena escala outras culturas como, avicultura, pecuária e pescado, que também têm impacto significativo na economia.

## Demografia
Compilação de dados demográficos acerca da edilidade:
- Área do município(km²): 40 163,80
- População total rural: 18 857
- População total urbana: 21 179
- Taxa de urbanização em 2000: 52,90%
- Densidade demográfica em 2000(hab/km²): 1
- Altitude da sede do município: 25m
- Total de domicílios em 2000: 7 162
- Microrregião geográfica a qual pertence: Parintins
- Participação da agropecuária no PIB total: 12,60%
- Participação da indústria no PIB: 8,30%
- Participação do comércio no PIB: 3,90%
- Participação do setor serviços no PIB: 75,30%
- Índice de Desenvolvimento Humano: 0,69
- Total de escolas para o ensino fundamental: 141
- Total de escolas para o ensino médio: 6
- Total de matrículas no ensino fundamental: 11 496
- Total de matrículas no ensino médio: 1 450
- População acima de quinze anos, analfabeta, em 2000: 15,39%
- Número de unidades de atendimento médico: 34
- Percentual de domicílios com banheiro ou sanitário e fossa séptica em 2000: 23,20%
- Percentual de domicílios com banheiro ou sanitário e rede geral em 2000: 0,17%
- Percentual de domicílios com banheiro ou sanitário em 2000: 90,28%
- Percentual de domicílios com acesso à rede geral de abastecimento de água: 53,31%
- Percentual de domicílios com acesso a água por meio de poço ou nascentes: 5,50%
- Percentual de domicílios com acesso ao serviço de coleta de lixo em 2000: 43,54%
- Eleitores: 24 305

Fontes: SNIU (Sistema Nacional de Indicadores Urbanos) / IBGE / IPEA / PNUD / TRE - AM

### Religião
| Religião                | Percentagem |
| ----------------------- | ----------- |
| Católicos               | 82,2%       |
| Protestantes            | 15,8%       |
| Santos dos Últimos Dias | 0,2%        |
| Espíritas               | 0,1%        |
| Testemunhas de Jeová    | 0,1         |
| Sem religião            | 1,6%        |

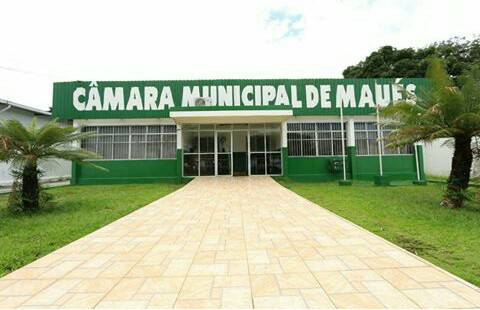
Câmara Municipal de Maués.

Fonte: IBGE 2000 (dados obtidos por meio de pesquisa de autodeclaração).